# Hriňová
Hriňová és una ciutat d'Eslovàquia. Es troba a la regió de Banská Bystrica. La primera menció escrita de la vila es remunta al 1863.

## Demografia
| Godina             | 1994 | 2004   | 2014   | 2024   |
| ------------------ | ---- | ------ | ------ | ------ |
| Nombre de persones | 8574 | 8096   | 7654   | 6931   |
| Diferència         |      | −5,57% | −5,45% | −9,44% |

| Godina             | 2023 | 2024   |
| ------------------ | ---- | ------ |
| Nombre de persones | 7023 | 6931   |
| Diferència         |      | −1,30% |